# Adam Bartoš (volejbalista)
Adam Bartoš (27. dubna 1992, Zlín) je český volejbalista a reprezentant České republiky ve volejbale. Hraje na pozici smečaře. Na klubové úrovni hraje za belgický tým Greenyard Maaseik.
Volejbal hraje také jeho bratr Pavel Bartoš, oba volejbalově vyrůstali v týmu VSC Fatra Zlín, s kterým v sezóně 2013/2014 uhráli senzační 3. místo v české extralize. 
Po sezóně 2013/2014 odešel do francouzského velkoklubu Tours Volleyball, kde odehrál 2 sezóny , v nichž v roce 2015 vyhráli tzv. ,,triple,, ligu, pohár a superpohár.
Na sezónu 2016/17 se stěhuje do jedné z nejlepších lig na světě a to do Polska.
Sezóny 2017-2019 stráví v Nice volleyball. Zvláště v druhé sezóně na jihu Francie se mu daří, a s týmem se probojují až do semifinále, kde prohrají s pozdějším mistrem ligy z Tours. Zajímavostí je, že před semifinále proti Tours měl již podepsanou smlouvu právě s týmem Tours Volleyball.
Sezónu 2019/20 odehraje znovu v Tours Volleyball. Týmu se velice daří, jak v domácí lize, poháru ale i v lize mistrů . V únoru , týden před ,,final four,, francouzského poháru jsou ovšem všechny soutěže pozastaveny a následně zrušeny kvůli pandemii koronaviru.
Roky 2020-2022 odehraje v jiném francouzském týmu a to v Nantes Rezè.
Na sezónu 2022/2023 se stěhuje do belgického velkoklubu Greenyard Maaseik, s kterým se dostane až do finále, kde bohužel prohrávají s rivalem z Roeselare. Po této sezóně prodlužuje na další rok v Maaseiku.

## Týmové úspěchy
Česká extraliga:
🥉2011,2014
Francouzská Pro A:
🥇2015
🥉2016
Francouzský pohár:
🥇2015
🥈2020
🥉2016
Francouzský superpohár:
🏆2015,2016
Belgická Liga A:
🥈2023
Belgický pohár:
🥉2023

## Úspěchy v české reprezentaci
Evropská liga:
- 2018
- 2013

## Individuální ocenění
- 2013: Nejlepší smečař Evropské ligy